# Escrita meitei mayek
A escrita Meetei Mayek (Meithei Mayek, Meitei Mayek ou  Manipuri script - iso15924=Mtei) é um Abugida que foi usado pela Língua manipuri ou Meitei, uma das 22 línguas oficiais da Índia e especificamente uma das línguas oficiais de Manipur. O Manipuri utilizou essa escrita até o século XVIII, quando foi substituída pela escrita Bengali. Alguns poucos manuscritos nessa antiga escrita sobrevivem e no século passado houve movimentos de renascimento desse abugida.

## Características
Meetei Mayek é uma Escrita brami cuja história é incerta. Como a língua Meitei (Manipuri)não apresenta consoantes sonoras, há apenas 15  consoantes usadas em palavras nativas e mais três para vogais puras. Há ainda mais nove consoantes para palavras de origem estrangeira. São sete os diacríticos para indicar vogais e um diacrítico para a consoante final  (/ŋ/). Cada letra tem seu nome com base em uma parte do corpo humano.